# Tony Shelly
Pour les articles homonymes, voir Shelly.
Pas d'image ? Cliquez ici
Tony Shelly, né le 2 février 1937 à Wellington et mort le 4 octobre 1998 à Taupo, est un pilote automobile néo-zélandais.

## Carrière
La première course de Tony Shelly est le Grand Prix de Nouvelle-Zélande 1955, sur une Morgan. On le retrouve par la suite en Formule Libre, où il remporte notamment une course à Teretonga en 1958. 
Il part en Europe en 1962 pour disputer des courses de Formule 1, comptant ou non pour le championnat du monde. Au cours de cette période, il termine troisième de la Lavant Cup et termine souvent dans les dix premiers.
Il s'engage aux Grands Prix de Grande-Bretagne, d’Allemagne et d'Italie mais ne parvient à se qualifier que lors du premier, à la dix-huitième place où il abandonne à cause d'une surchauffe.
Il retourne en Nouvelle-Zélande en 1963 et pilote jusqu'en 1964.

## Résultats en championnat du monde de Formule 1
| Saison | Écurie                              | Châssis              | Moteur           | Pneus  | GP disputés    | Points inscrits | Classement |
| ------ | ----------------------------------- | -------------------- | ---------------- | ------ | -------------- | --------------- | ---------- |
| 1962   | John Dalton Autosport Team W Seidel | Lotus 18/21 Lotus 24 | Climax L4 BRM V8 | Dunlop | 3 (dont 2 Nq.) | 0               | n.c.       |